# Mary Spiteri

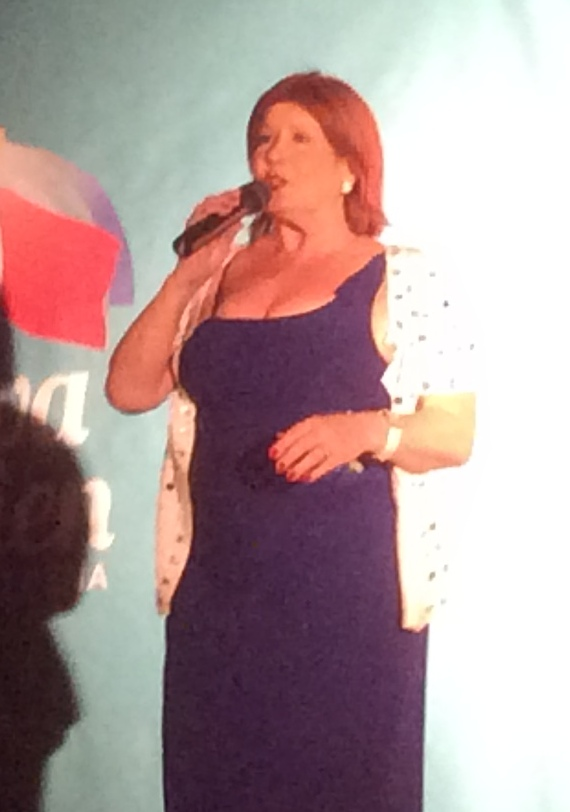
Mary Spiteri (2017)

Mary Spiteri (* 25. Oktober 1947 in Naxxar) ist eine maltesische Sängerin.

## Leben und Wirken
1975 repräsentierte sie Malta beim Tokyo Music Festival und erhielt den Outstanding Award für ihren Beitrag Go On. Sie repräsentierte Malta beim Eurovision Song Contest 1992 in Malmö und erreichte mit ihrer Ballade Little Child den dritten Platz. Weitere Versuche, beim Eurovision Song Contest teilzunehmen, scheiterten. Sie kam bereits 1971 und 1975 in die maltesische Vorauswahl und 1995, 1997 und 2008 nahm sie ebenfalls an dieser teil.
Am 13. Dezember 1996 erhielt sie die Auszeichnung Midalja ghall-Qadi tar-Repubblika.

## Diskografie
- 1992: Little Child
- 1993: Dedication[2] (Album)